# Антоново (город)
Антоново (болг. Антоново) — город в Болгарии. Находится в Тырговиштской области, административный центр общины Антоново. Население составляет 1478 человек (2022).

## История
Ко времени освобождения Болгарии от турецкого ига село называлось Яла-Кёй. Затем указом № 182 от 12 марта 1883 года село Яла-Кёй было включено в состав Дуванларской (Ястеребинской) общины Кесаревской околии в Тырновском округе. Постановлением министерства № 2820 от 14 августа 1934 года село переименовано в Поляне. 8 декабря 1949 года указом № 949 село Поляне переименовано в Антоново, в честь коммуниста, студента-медика и партизана-политкомиссара Антона Крыстева, погибшего 1 января 1944 года в бою у села Божица на территории нынешней общины. В 1964 году указом № 546 село Антоново получило статус села городского типа, а указом № 1942 от 17 сентября 1974 года получило статус города.

## Политическая ситуация
Антоново подчиняется непосредственно общине и не имеет своего кмета. Кмет (мэр) общины Антоново — Танер Мехмед Али (Движение за права и свободы) по результатам выборов.